# Sehestedi csata
A sehestedi csatában a Napóleonnal szövetséges dán és a koalícióhoz csatlakozott svéd haderő csapott össze (porosz és orosz ezredekkel) Holstein területén 1813. december 10-én a hatodik koalíciós háború idején.

## Előzmények
A lipcsei csata után a francia császár korábbi szövetségesei sorra elpártoltak Franciaországtól, ebbe a folyamatba illik bele a dánok és közvetetten velük együtt a norvégok helyzete is.
A svéd haderő bornhöft-i csatában 1813. december 7-én még visszaszorította a dán haderőt , a veszteség fordítottan érvényesült, de egyik oldalnak sem volt jelentős. Wallmoden tábornok 1813 májusától létrehozott egy kb. 28 000 fős vegyes( porosz-orosz-svéd-hannoveri-észak-német) haderőt, amelynek összesen hat ágyúja volt.

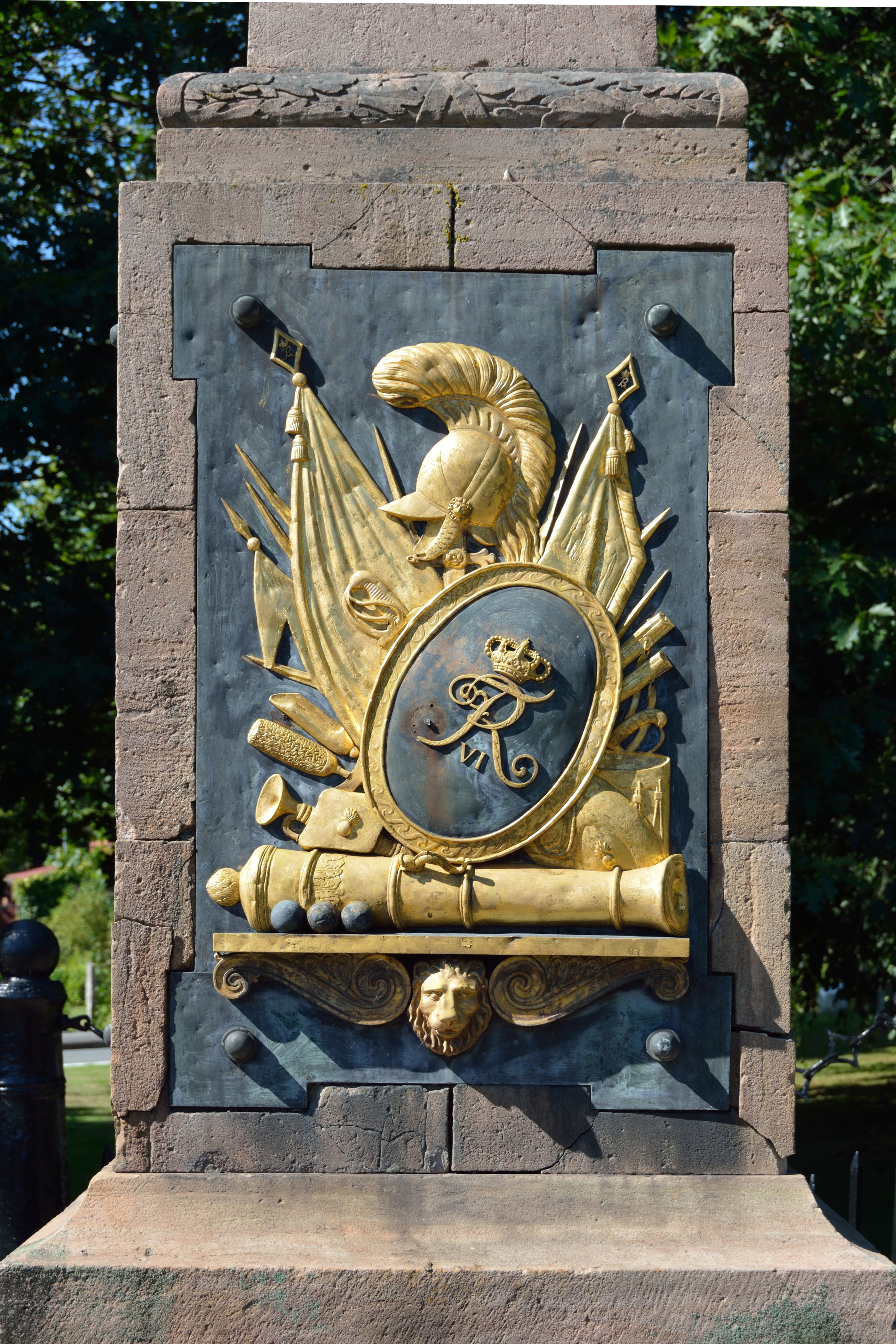
Denkmal in Sehestedt

## A csata
A francia oldalon dán segéd-haderő ebben a csatában még visszaszorította a svéd Wallmoden tábornok parancsnoksága alatt harcoló szövetséges (svéd-orosz-porosz) erőket, de a dán parancsnoknak, Hessen hercegének is sikerült biztonságosan visszavonulnia.

## Következmények
A csata nem hozott döntő változást a háború menetében, a veszteségek sem voltak olyan nagyok, mint a kor hasonló méretű csatáiban, de dánok 1814-ben kiléptek Napóleon szövetségéből. 1814. január 14-én Kielben békét kötött egymással a dán és a svéd (később már svéd-norvég) uralkodó.

## Fordítás
- Ez a szócikk részben vagy egészben  a   Battle of Sehested című angol Wikipédia-szócikk fordításán alapul.  Az eredeti cikk szerkesztőit annak laptörténete sorolja fel. Ez a jelzés csupán a megfogalmazás eredetét és a szerzői jogokat jelzi, nem szolgál a cikkben szereplő információk forrásmegjelöléseként.